# Dendrobium poneroides
Dendrobium poneroides är en orkidéart som beskrevs av Rudolf Schlechter. Dendrobium poneroides ingår i släktet Dendrobium, och familjen orkidéer.

## Underarter
Arten delas in i följande underarter:
- D. p. angustum
- D. p. poneroides